# Central elèctrica de seguiment de càrrega
Una central elèctrica de seguiment de càrrega, considerada una productora d'electricitat de preu mitjà o mitjà, és una central elèctrica que ajusta la seva potència de producció a mesura que la demanda d'electricitat fluctua al llarg del dia. Les plantes de seguiment de càrrega se situen normalment entre les centrals de càrrega base i les centrals de càrrega punta pel que fa a l'eficiència, la velocitat d'arrencada i aturada, el cost de construcció, el cost de l'electricitat i el factor de capacitat.

## Centrals elèctriques de càrrega base i de càrrega punta
Les centrals elèctriques de càrrega base són centrals despatxables que tendeixen a funcionar a la màxima potència. Generalment només apaguen o redueixen la potència per fer manteniment o reparació o a causa de restriccions de la xarxa. Les centrals elèctriques que funcionen principalment d'aquesta manera inclouen carbó, fueloil, nuclear, geotèrmica, hidroelèctrica de pas, solar, biomassa i centrals de gas natural de cicle combinat.
Les centrals elèctriques de màxima demanda només funcionen durant els períodes de màxima demanda. En països amb aire condicionat generalitzat, la demanda arriba al màxim cap a mitja tarda, de manera que una central elèctrica típica en què el consum màxim arriba pot engegar-se un parell d'hores abans d'aquest punt i aturar-se un parell d'hores després. La durada del funcionament de les plantes en període de màxima producció varia des d'una bona part del dia de vigília fins a només un parell de dotzenes d'hores a l'any.
Les centrals elèctriques de màxima producció inclouen les centrals hidroelèctriques i les de turbines de gas. Moltes centrals elèctriques de turbina de gas poden funcionar amb gas natural, fueloil i/o dièsel, cosa que permet una major flexibilitat en l'elecció del funcionament; per exemple, mentre que la majoria de les plantes de turbina de gas cremen principalment gas natural, de vegades es manté un subministrament de fueloil i/o dièsel a mà en cas que s'interrompi el subministrament de gas. Altres turbines de gas només poden cremar un sol combustible.

## Centrals elèctriques de seguiment de càrrega
En canvi, les centrals elèctriques de seguiment de càrrega solen funcionar durant el dia i al vespre, i funcionen en resposta directa als canvis en la demanda de subministrament elèctric. O bé tanquen o bé redueixen considerablement la producció durant la nit i la matinada, quan la demanda d'electricitat és més baixa. L'horari exacte d'operació depèn de nombrosos factors. Un dels factors més importants per a una planta en particular és l'eficiència amb què pot convertir el combustible en electricitat. Les plantes més eficients, que gairebé invariablement són les menys costoses de fer funcionar per quilowatt-hora produït, es posen en funcionament primer.
A mesura que augmenta la demanda, es posen en funcionament les següents plantes més eficients i així successivament. L'estat de la xarxa elèctrica en aquesta regió, especialment la capacitat de generació de càrrega base que té, i la variació de la demanda també són molt importants. Un factor addicional per a la variabilitat operativa és que la demanda no varia només entre la nit i el dia. Hi ha variacions importants en l'època de l'any i el dia de la setmana. Una regió amb grans variacions en la demanda requerirà una gran capacitat de central elèctrica de seguiment de la càrrega o de màxima demanda, ja que les centrals elèctriques de càrrega base només poden cobrir la capacitat igual a la necessària durant els moments de menor demanda.
Les centrals elèctriques de seguiment de càrrega poden ser centrals hidroelèctriques, centrals amb motors dièsel i de gas, centrals de turbina de gas de cicle combinat i centrals de turbina de vapor que funcionen amb gas natural o fueloil pesant, tot i que les plantes de fueloil pesant constitueixen una part molt petita de la combinació energètica. Un model relativament eficient de turbina de gas que funciona amb gas natural també pot constituir una planta decent de seguiment de càrrega.

### Centrals elèctriques amb turbines de gas
Les centrals elèctriques amb turbina de gas són les més flexibles pel que fa a l'ajust del nivell de potència, però també són de les més cares d'operar. Per tant, generalment s'utilitzen com a unitats "de màxima demanda" en moments de màxima demanda de potència o centrals elèctriques de cicle combinat o de cogeneració on la calor residual de l'escapament de la turbina es pot utilitzar econòmicament per generar potència i energia tèrmica addicionals per a la calefacció de processos o espais.

### Centrals elèctriques amb motors dièsel i de gas
Les centrals elèctriques amb motors dièsel i de gas es poden utilitzar per a la producció d'energia de càrrega base i de reserva a causa de la seva alta flexibilitat general. Aquestes centrals elèctriques es poden posar en marxa ràpidament per satisfer les demandes de la xarxa. Aquests motors poden funcionar de manera eficient amb una àmplia varietat de combustibles, cosa que augmenta la seva flexibilitat.
Algunes aplicacions són: generació d'energia de càrrega base, eòlica-dièsel, seguiment de càrrega, cogeneració i trigeneració.

### Centrals hidroelèctriques
Les centrals hidroelèctriques poden funcionar com a centrals de càrrega base, de seguiment de càrrega o de punta. Tenen la capacitat d'arrencar en qüestió de minuts i, en alguns casos, segons. El funcionament de la planta depèn en gran manera del seu subministrament d'aigua, ja que moltes plantes no tenen prou aigua per funcionar a prop de la seva capacitat màxima de manera contínua.
On existeixen preses hidroelèctriques o embassaments associats, sovint es poden reforçar, reservant el consum hidroelèctric per a un moment de màxima demanda. Això introdueix estrès ecològic i mecànic, per la qual cosa es practica menys avui dia que abans. Els llacs i els embassaments artificials utilitzats per a l'energia hidroelèctrica són de totes les mides, i contenen prou aigua per a un subministrament tan sols d'un dia (una variància màxima diürna) o fins a un any, cosa que permet la variància màxima estacional.
Una planta amb un embassament que conté menys que el cabal anual del riu pot canviar el seu estil de funcionament segons l'estació de l'any. Per exemple, la planta pot funcionar com a planta de màxima producció durant l'estació seca, com a planta de càrrega base durant l'estació humida i com a planta de seguiment de càrrega entre temporades. Una planta amb un gran embassament pot funcionar independentment de les temporades humides i seques, com ara funcionar a la màxima capacitat durant les temporades punta de calefacció o refrigeració.
Quan la generació elèctrica que subministra la xarxa i el consum o la càrrega de la xarxa elèctrica estan en equilibri, la freqüència del corrent altern es troba a la seva velocitat normal (50 o 60 hertzs). Les centrals hidroelèctriques es poden utilitzar per obtenir ingressos addicionals en una xarxa elèctrica amb una freqüència de xarxa erràtica. Quan la freqüència de la xarxa està per sobre del normal, per exemple, la freqüència de la xarxa índia supera el valor nominal de 50 Hz durant la major part de la durada en un mes/dia, l'energia addicional disponible es pot consumir afegint una càrrega addicional, per exemple bombes d'aigua agrícoles, a la xarxa i aquest nou consum d'energia està disponible a un preu nominal o sense preu. Tanmateix, pot ser que no hi hagi una garantia de subministrament continu a aquest preu quan la freqüència de la xarxa caigui per sota de la normalitat, cosa que aleshores requeriria un preu més alt.
Per aturar la caiguda de la freqüència per sota de la normalitat, les centrals hidroelèctriques disponibles es mantenen en funcionament sense càrrega/càrrega nominal i la càrrega augmenta o disminueix automàticament seguint estrictament la freqüència de la xarxa, és a dir, les unitats hidroelèctriques funcionarien en condició de sense càrrega quan la freqüència sigui superior a 50. Hz i generar energia fins a plena càrrega en cas que la freqüència de la xarxa sigui inferior a 50 Hz. Així, una empresa de serveis públics pot extreure dues o més vegades l'energia de la xarxa carregant les unitats hidroelèctriques menys del 50% de la durada i l'ús efectiu de l'aigua disponible es millora més del doble que el funcionament convencional de càrrega punta.
Exemple de càrrega punta diària (per a la Bonneville Power Administration) amb grans centrals hidroelèctriques, generació tèrmica de càrrega base i energia eòlica intermitent. La hidroelèctrica segueix la càrrega i gestiona els pics, amb certa resposta de la tèrmica de càrrega base. Cal tenir en compte que la generació total sempre és superior a la càrrega total de BPA perquè la majoria de les vegades el BPA és un exportador net d'energia. La càrrega de BPA no inclou l'energia programada a altres àrees d'autoritat d'equilibri.

### Centrals elèctriques de carbó
Les centrals tèrmiques de carbó de grans dimensions també es poden utilitzar com a centrals elèctriques de seguiment de càrrega / càrrega variable en diversos graus, i les plantes alimentades amb carbó dur solen ser significativament més flexibles que les centrals de carbó alimentades amb lignit. Algunes de les característiques que es poden trobar a les centrals de carbó que s'han optimitzat per al seguiment de la càrrega inclouen:
- Funcionament a pressió lliscant: El funcionament a pressió lliscant del generador de vapor permet que la central elèctrica generi electricitat sense gaire deteriorament en l'eficiència del combustible en funcionament a càrrega parcial fins al 75% de la capacitat indicada.
- Capacitat de sobrecàrrega: les centrals elèctriques generalment estan dissenyades per funcionar entre un 5 i un 7% per sobre de la potència nominal durant un 5% de durada a l'any.
- Controls del regulador de seguiment de freqüència: la generació de càrrega es pot variar automàticament per adaptar-se a les necessitats de freqüència de la xarxa.
- Funcionament diari en dos torns durant cinc dies a la setmana: L'arrencada en calent i en calent necessària d'aquestes centrals elèctriques està dissenyada per trigar menys temps a aconseguir el funcionament a plena càrrega. Per tant, aquestes centrals elèctriques no són estrictament unitats de generació d'energia de càrrega base.
- Sistemes de bypass de vapor HP/LP: Aquesta característica permet que el turbogenerador de vapor redueixi la càrrega ràpidament i que s'adapti als requisits de càrrega amb retard.

### Centrals nuclears
Històricament, les centrals nuclears es van construir com a centrals de càrrega base, sense capacitat de seguiment de càrrega per mantenir el disseny simple. La seva posada en marxa o aturada trigava moltes hores, ja que estaven dissenyats per funcionar a la màxima potència, i escalfar els generadors de vapor a la temperatura desitjada requeria temps. La generació d'energia nuclear també ha estat descrita com a inflexible per activistes antinuclears i el Ministeri Federal de Medi Ambient alemany, mentre que altres van afirmar "que les centrals podrien obstruir la xarxa elèctrica".
Les centrals nuclears modernes amb reactors d'aigua lleugera estan dissenyades per tenir capacitats de maniobra en el rang del 30-100% amb un pendent del 5%/minut, fins a 140 MW/minut. Les centrals nuclears a França funcionen en mode de seguiment de càrrega i, per tant, participen en el control de freqüència primari i secundari. Algunes unitats segueixen un programa de càrrega variable amb un o dos grans canvis de potència per dia. Alguns dissenys permeten canvis ràpids del nivell de potència al voltant de la potència nominal, una capacitat que es pot utilitzar per a la regulació de freqüència. Una solució més eficient és mantenir el circuit primari a plena potència i utilitzar l'excés de potència per a la cogeneració.
Tot i que la majoria de les centrals nuclears en funcionament a principis dels anys 2000 ja estaven dissenyades amb fortes capacitats de seguiment de càrrega, és possible que no s'hagin utilitzat com a tals per raons purament econòmiques: la generació d'energia nuclear es compon gairebé íntegrament de costos fixos i irrecuperables, de manera que la reducció de la potència de producció no redueix significativament els costos de generació, per la qual cosa és més eficaç fer-les funcionar a plena potència la major part del temps.  En països on la càrrega de base era predominantment nuclear (per exemple, França), el mode de seguiment de càrrega es va tornar econòmic a causa de la fluctuació de la demanda general d'electricitat al llarg del dia.

#### Reactors d'aigua bullent
Els reactors d'aigua bullent (BWR) poden variar la velocitat del flux d'aigua de recirculació per reduir ràpidament el seu nivell de potència fins al 60% de la potència nominal (fins a un 10%/minut), cosa que els fa útils per al seguiment de càrrega durant la nit. També poden utilitzar la manipulació de les barres de control per aconseguir reduccions més profundes de la potència. Alguns dissenys de BWR no tenen bombes de recirculació, i aquests dissenys han de dependre únicament de la manipulació de la vareta de control per tal de seguir la càrrega, cosa que possiblement és menys ideal. En mercats com Chicago, Illinois, on la meitat de la flota de la companyia elèctrica local són BWR, és habitual fer el seguiment de la càrrega (tot i que potencialment és menys econòmic).

#### Reactors d'aigua a pressió
Els reactors d'aigua pressuritzada (PWR) utilitzen una combinació d'una capa química, normalment bor, al moderador/refrigerant, manipulació de barres de control i control de velocitat de la turbina (vegeu tecnologia de reactors nuclears) per modificar els nivells de potència. Per als PWR que no estan dissenyats explícitament tenint en compte el seguiment de càrrega, l'operació de seguiment de càrrega no és tan comuna com ho és amb els BWR. Els PWR moderns generalment estan dissenyats per suportar un seguiment de càrrega regular extens, i tant els PWR francesos com els alemanys en particular han estat dissenyats històricament amb diversos graus de capacitats de seguiment de càrrega millorades.

#### Reactors d'aigua pesada pressuritzada
Els dissenys CANDU moderns tenen àmplies capacitats de derivació de vapor que permeten un mètode diferent de seguiment de la càrrega que no implica necessàriament canvis en la potència de sortida del reactor. La central nuclear de Bruce és un reactor d'aigua pesant pressuritzada CANDU que utilitza regularment la seva capacitat de derivar parcialment vapor al condensador durant períodes prolongats mentre la turbina està en funcionament per proporcionar 300 MW per unitat (2400 MW en total per a la planta de vuit unitats) de capacitats de funcionament flexibles (següent la càrrega). La potència del reactor es manté al mateix nivell durant les operacions de bypass de vapor, cosa que evita completament la intoxicació per xenó i altres problemes associats amb la maniobra de la potència de sortida del reactor.

### Centrals termosolars
Les centrals solars concentrades amb emmagatzematge tèrmic poden ser una opció per a les centrals elèctriques de seguiment de càrrega. Poden satisfer la demanda de càrrega i funcionar com a centrals elèctriques de càrrega base quan l'energia solar extreta és excessiva en un dia. Una combinació adequada d'emmagatzematge solar tèrmic i energia solar fotovoltaica pot adaptar-se a les fluctuacions de càrrega diàries, i potencialment proporcionar energia després de la posta de sol.

### Centrals elèctriques de piles de combustible
Les centrals elèctriques de piles de combustible basades en hidrogen són centrals elèctriques perfectes per al seguiment de la càrrega, com ara els conjunts de distribució distribuïda d'emergència o els sistemes d'emmagatzematge en bateries. Poden funcionar de zero a plena càrrega en pocs minuts. Com que el transport d'hidrogen als consumidors industrials llunyans és costós, l'excés d'hidrogen produït com a subproducte de diverses plantes químiques s'utilitza per a la generació d'energia per part de les centrals elèctriques de piles de combustible. A més, no causen contaminació de l'aire ni de l'aigua. De fet, netegen l'aire ambiental extraient partícules PM2.5 i també generen aigua pura per a potable i aplicacions industrials.

## Plantes solars fotovoltaiques i eòliques
La potència variable de les energies renovables, com ara les plantes d'energia solar i eòlica, es pot utilitzar per seguir la càrrega o estabilitzar la freqüència de la xarxa amb l'ajuda de diversos mitjans d'emmagatzematge. Per als països que tendeixen a allunyar-se de les centrals de càrrega de base de carbó i a optar per fonts d'energia intermitents com l'eòlica i la solar, que encara no han implementat completament mesures de xarxes intel·ligents com la gestió de la demanda per respondre ràpidament als canvis en aquest subministrament, pot ser que hi hagi una necessitat de centrals elèctriques dedicades al seguiment de la càrrega o als pics i l'ús d'una interconnexió a la xarxa, almenys fins que els mecanismes d'attenuació dels pics i de desplaçament de la càrrega s'implementin prou àmpliament per coincidir amb l'oferta. Vegeu les alternatives de la xarxa intel·ligent a continuació.
L'emmagatzematge de bateries recarregables a partir del 2018, quan es construeixen noves a mida per a aquest propòsit sense reutilitzar bateries de vehicles elèctrics, costava de mitjana 209 dòlars per kWh als Estats Units. Quan la freqüència de la xarxa és inferior al valor desitjat o nominal, l'energia que es genera, si n'hi ha, i l'energia emmagatzemada de la bateria s'alimenten a la xarxa per augmentar la freqüència de la xarxa. Quan la freqüència de la xarxa és superior al valor desitjat o nominal, l'energia generada s'alimenta o l'excedent de la xarxa s'extreu, si està disponible a baix cost, a les unitats de bateries per emmagatzemar energia. La freqüència de la xarxa fluctua entre 50 i 100 vegades al dia per sobre i per sota del valor nominal, depenent del tipus de càrrega trobada i del tipus de plantes generadores de la xarxa elèctrica. Recentment, el cost de les unitats de bateries, les plantes d'energia solar, etc., ha baixat dràsticament per utilitzar energia secundària per a l'estabilització de la xarxa elèctrica com a reserva giratòria en línia.
Nous estudis també han avaluat plantes eòliques i solars per seguir els canvis ràpids de càrrega. Un estudi de Gevorgian et al. ha demostrat la capacitat de les plantes solars per proporcionar seguiment de càrrega i reserves ràpides tant en sistemes elèctrics insulars com Puerto Rico com en grans sistemes elèctrics de Califòrnia.

### Xarxes intel·ligents intensives en energia solar i eòlica
La naturalesa descentralitzada i intermitent de la generació solar i eòlica implica la construcció de xarxes de senyalització a través de vastes àrees. Aquests inclouen grans consumidors amb usos discrecionals i, cada cop més, inclouen usuaris molt més petits. Col·lectivament, aquestes tecnologies de senyalització i comunicació s'anomenen "xarxa intel·ligent". Quan aquestes tecnologies arriben a la majoria de dispositius connectats a la xarxa, de vegades s'utilitza el terme Internet de l'Energia, tot i que això es considera més comunament com un aspecte de l'Internet de les Coses.

## Bateries de vehicles elèctrics com a seguiment de càrrega distribuïda o emmagatzematge
A causa de l'elevat cost de l'emmagatzematge dedicat de bateries, l'ús de bateries de vehicles elèctrics, tant durant la càrrega en vehicles (vegeu xarxa intel·ligent), com en matrius d'emmagatzematge d'energia de la xarxa estacionària com a reutilització al final de la seva vida útil un cop ja no mantenen prou càrrega per a l'ús a la carretera, s'ha convertit en el mètode preferit de seguiment de càrrega per sobre de les centrals elèctriques dedicades. Aquests conjunts estacionaris actuen com una veritable central elèctrica de seguiment de càrrega, i el seu desplegament pot "millorar l'assequibilitat de la compra d'aquests vehicles... Les bateries que arriben al final de la seva vida útil dins de la indústria de l'automoció encara es poden considerar per a altres aplicacions, ja que encara queda entre el 70 i el 80% de la seva capacitat original".